# گنادی اورمنکو
گنادی ویکتورویچ اورامنکو (روسی: Геннадий Викторович Авраменко؛ زادهٔ ۲۷ مه ۱۹۶۵) ورزشکار ورزش تیراندازی اهل اتحاد جماهیر شوروی سوسیالیستی است. او در بازی‌های المپیک تابستانی سال‌های ۱۹۸۸ و ۱۹۹۶ شرکت داشت.
وی در مسابقات کشوری و بین‌المللی در مجموع برندهٔ ۱ مدال برنز شده‌است.